# František Mezihorák
František Mezihorák (* 6. října 1937 Vracov) je český politik a vysokoškolský pedagog, bývalý senátor za obvod č. 61 – Olomouc, bývalý děkan Pedagogické fakulty Univerzity Palackého, bývalý zastupitel Olomouckého kraje, Olomouce a člen České strany sociálně demokratické (ČSSD).

## Vzdělání, profese a rodina
V 60. letech působil na katedře společenských věd UP, za angažovanost v reformním procesu roku 1968 a za odpor proti sovětské okupaci byl z univerzity vyloučen. Mezi lety 1970–1989 vyučoval na Střední průmyslové škole strojnické Olomouc. 
V sametové revoluci byl mluvčím olomouckého Občanského fóra. Po roce 1989 se mohl vrátit na UP a stal se prorektorem pro rehabilitaci. Na filozofické fakultě UP založil katedru evropských studií – první toho druhu v postkomunistických zemích. Habilitoval se a byl jmenován profesorem historie. Zabývá se především československou historií, evropanstvím a dějinami evropské integrace (např. knižně zpracoval nacistickou moravskou kolaboraci a pokusy o Velké Slovensko, v Radě Evropy byla prezentována jeho kniha Galerie velkých Evropanů). 
V letech 1991–1997 a 2003–2006 zastával funkci děkana Pedagogické fakulty Univerzity Palackého v Olomouci. Univerzita v Pécsi mu udělila čestný doktorát. V květnu 2006 mu byla udělena Cena města Olomouce za rok 2005 v oblasti společenské vědy.

## Politická kariéra
Ve volbách 1996 kandidoval za ČSSD do Senátu, skončil na třetí pozici s 23,20 % hlasů. Ve volbách 1998 se stal členem Senátu, když v obou kolech porazil občanského demokrata Jana Hálka. V senátu se angažoval ve Výboru pro evropskou integraci, zastával funkci místopředsedy Stálé komise Senátu pro krajany žijící v zahraničí, kterým byl do roku 2000, byl také členem Parlamentního shromáždění Rady Evropy. V letech 2000–2004 předsedal Výboru pro vzdělávání, vědu, kulturu, lidská práva a petice. Ve volbách 2004 svůj mandát neobhajoval.
Ve volbách 2004 kandidoval do Evropského parlamentu, ovšem z 8. místa kandidátky nebyl zvolen.
V letech 2008 až 2012 zasedal v zastupitelstvu Olomouckého kraje.
Od roku 2006 do roku 2014 byl zastupitelem města Olomouce.

## Výběr z díla
- Dělnické hnutí a KSČ na jihovýchodní Moravě v letech 1921-1924. Praha : SPN, 1968.
- Malá encyklopedie velkých Evropanů. Olomouc : Votobia, 1995.
- Průvodce evropanstvím. Olomouc : Alda, 1997.
- Hry o Moravu. Separatisté, iredentisté a kolaboranti 1938-1945. Praha : Mladá fronta, 1997.
- Evropanství a integrace. Olomouc : Nakladatelství Olomouc, 2001.
- Galerie velkých Evropanů. Olomouc : Nakladatelství Olomouc, 2002.
- Padesát německých Olomoučanů. Fünfzig deutsche Olmützer. Olomouc: Nakladatelství Olomouc, 2004. (s M. Hořínkem)
- Sept siècles d’européanisme. Olomouc : Nakladatelství Olomouc, 2004.